# Manuel Antunes
Manuel Antunes SJ, GOSE • GCIH (Sertã, 3 de novembro de 1918 — Lisboa, 18 de janeiro de 1985) foi um padre jesuíta, professor universitário e ensaísta português. Destacou-se pela sua erudição e capacidade de comunicação e pedagogia. Há uma biblioteca com o seu nome na Sertã.

## Biografia
Filho de uma família deveras humilde, ao que se dizia uma das mais pobre famílias das redondezas. O pai, José Agostinho Antunes, dedicava-se à agricultura como assalariado jornaleiro, e a mãe, Maria de Jesus, era doméstica, ambos analfabetos. Apesar disso, tanto o primogénito Manuel, como o
segundo filho, José Antunes (1921-1997), tiveram estudos superiores por via da Companhia de Jesus.
Aos 14 anos, deu entrada num Seminário Menor da Companhia de Jesus, em Guimarães. Com 18 anos tornou-se jesuíta; mais tarde doutora-se em Filosofia e Teologia, com a tese "Panorama da Filosofia Existencial de Kierkegaard a Heidegger", na Faculdade de Teologia de Granada, em Espanha.

“O padre Manuel Antunes era uma pessoa extraordinária (...) a sua existência entre a vida de jesuíta e a de investigador, professor e escritor, davam-lhe uma espécie de visão abstracta da realidade.(...)
E lembro-me dos momentos de entusiasmo em que dizia de determinado vocábulo: "Esta palavra fala grego." E desfiava uma etimologia interminável.
Era um homem extremamente escrupuloso. Quando o meu pai lhe emprestou um livro, ele telefonou a perguntar se podia ler as notas que o meu pai escrevera nas margens.”

— Eduardo Prado Coelho, Público, 1 de Dezembro de 2005
Em 1949, com 31 anos, torna-se sacerdote e professor de História da Literatura Grega e de História da Literatura Latina na Sociedade de Jesus. Em 1957, a convite de Vitorino Nemésio, torna-se professor da Faculdade de Letras da Universidade de Lisboa, onde leccionou várias disciplinas do curso de Filologia Clássica, com realce para a História da Cultura Clássica, onde se manteve até 1983. Em 1981 foi-lhe conferido, pela Faculdade de Letras de Lisboa, o grau de doutor honoris causa.
Os seus primeiros escritos são publicados na revista Brotéria - Revista de Cristianismo e Cultura, de cuja redacção passa a fazer parte em 1955, e cuja direcção assumirá mais tarde, durante cerca de 20 anos. A sua obra escrita abrange temas literários, filosóficos e culturais, muito deles publicados com 124 pseudónimos. Colaborou igualmente na Revista Portuguesa de Filosofia e na Enciclopédia Luso Brasileira de Cultura. Era um grande amigo de António Sérgio, Vitorino Nemésio, José Régio, de Jorge de Sena e Almada Negreiros. Dele, terá Almada Negreiros dito um dia: "Este homem é só espírito".
Foi um mestre excepcional que marcou para a vida toda milhares de estudantes que, ao longo de mais de um quarto de século, passaram pela Faculdade de Letras da Universidade de Lisboa desde 1957. A sua memória continuou viva a iluminar o caminho de muitos. O professor, cuja competência, sentido humanista e abertura à actualidade atraíram o interesse e admiração dos alunos, também estendeu a mais vastos públicos o seu magistério, graças aos inúmeros artigos que foi publicando. 
Mais tarde, foi conselheiro do presidente da República, António Ramalho Eanes.

“(...) poderá talvez aplicar-se o que ele próprio disse um dia de Kierkegaard: "Um ser que nunca foi criança, nunca foi adolescente, nunca foi jovem, mas adulto, sempre adulto".”

— João Bénard da Costa, Público, 18 de Dezembro de 2005.
A 3 de agosto de 1983, foi agraciado com o grau de Grande-Oficial da Ordem Militar de Sant'Iago da Espada.
Manuel Antunes está imortalizado numa estátua na Sertã, da autoria de Vasco Berardo, inaugurada em 24 de junho de 2005.
A 6 de novembro de 2018, foi agraciado, a título póstumo, com a Grã-Cruz da Ordem do Infante D. Henrique no encerramento do Congresso que assinalou o centenário do nascimento do “professor íntegro profundo”.
O seu irmão, José Antunes foi um ilustre advogado especialista em direito canônico, que foi presidente da Câmara Municipal da Sertã até 1974.

## Congresso Internacional
No 20° aniversário da sua morte, em 2005, realiza-se um Congresso Internacional subordinado ao tema Padre Manuel Antunes: Interfaces da Cultura Portuguesa e Europeia. Este evento científico terá lugar em três palcos diferentes: na Fundação Calouste Gulbenkian, na Faculdade de Letras da Universidade de Lisboa e na Casa da Cultura da Sertã, distribuídos pelos seguintes painéis temáticos: Cultura e Civilização, Crítica Literária e Estética, Educação/ Pedagogia/ Ensino, Religião/Teologia/ Espiritualidade, Política/Construção da Democracia, Filosofia e Ciência.